# Rui Gonçalves Bifardel
Rui Gonçalves Bifardel foi um nobre medieval do Reino de Portugal. Foi em 1290, senhor do Paço de Cabanões e da Quinta do mesmo nome na localidade de Cabanões em Travassô, na freguesia portuguesa do concelho de Águeda.
Em 1290 surge documentado com propriedades em Vila Verde e em Nogal, na freguesia de São Vicente de Barbosa, antigo concelho de Penafiel de Sousa.

## Relações familiares
Foi filho de Gonçalo Viegas de Portocarreiro, “o Alfeirão” e de Sancha Peres da Veiga filha de Paio Pires Gravel e de Ouroana Pais Correia. Casou com Senhorinha Fernandes de Chacim filha de Fernão Gonçalves Chancino e de Maior Afonso de Cambra de quem teve:
1. Senhorinha Rodrigues de Portocarreiro ou Senhorinha Rodrigues de Bifardel casada com Rui Martins de Nomães (1305 -?), filho de Martim Vasques da Cunha (?- 1335), 4.º senhor do Morgado de Tábua e 6.º senhor de Tábua.